# Supertramp
A Supertramp brit progresszív rock együttes, amelynek egy sorozat igen sikeres albuma volt az 1970-es és 80-as években.
A zenekar legjobban a későbbi számaikról ismert, mint például a Dreamer, Goodbye Stranger, Give a Little Bit vagy a Logical Song. A slágerlistákon elért sikerek ellenére nem lettek szupersztárok Nagy-Britanniában, noha Kanadában, az USA-ban, és Európa többi részében azzá váltak.

## Tagjai

### Eredeti tagok
- Rick Davies – vokál, zongora, harmonika, billentyűs hangszerek
- Roger Hodgson – vokál, zongora, gitár, billentyűs hangszerek
- Richard Palmer – vokál, elektronikus gitár, akusztikus gitár, balalajka (pengető hangszer)
- Robert Millar – ütőhangszerek, harmonika

### Későbbi tagok
- Frank Farrell – háttérvokál, basszusgitár, zongora, tangóharmonika
- Kevin Currie – ütőhangszerek
- Dave Winthrop – vokál, fuvola, szaxofon
- Dougie Thomson – basszusgitár
- Bob Siebenberg – dob, ütőhangszerek
- John Helliwell – szaxofon, fafúvós hangszerek, háttérvokál, billentyűs hangszerek, melodica (?)
- Mark Hart – vokál, billentyűs hangszerek, gitár
- Cliff Hugo – basszusgitár
- Lee Thornburg – háttérvokál, harsona, trombita
- Carl Verheyen – gitár
- Tom Walsh – ütőshangszerek
- Jesse Siebenberg – háttérvokál, ütőshangszerek

## Története

### A kezdetek
Az énekes és zongorista Rick Davies (született Richard Davies, 1944. július 22, Anglia, Wiltshire, Swindon) hirdetéseket adott fel a Melody Maker újságban, hogy összegyűjtse a zenekar (korai verziójának) tagjait. Ezen törekvéseit egy holland milliomos, Stanley August Miesegaes támogatta, és ennek eredményeként 1969 augusztusában összegyűlt egy csapat: énekes, gitáros és billentyűs Roger Hodgson (született Charles Roger Pomfret Hodgson, 1950. március 21, Anglia, Hampshire, Portsmouth). További tagjai voltak még ennek a korai Supertrampnek: Richard Palmer (gitár, balalajka, vokál; született Richard W. Palmer-James, 1947. június 11, Dorset, Bournemouth) és Robert Millar (ütős hangszerek, harmonika; született 1950. február 2). Kezdetben, Roger Hodgson énekelt és basszusgitározott (ezenkívül játszott még akusztikus gitáron, csellón és flazsoleten is). Az együttest Daddy-nek hívták 1969-től 1970 januárjáig, mikor is a zenekar a „Supertramp” nevet vette fel.
Az első album 1970 júliusában jelent meg. Bár az album érdekes volt zeneileg, pénzügyileg nem hozott sikert. Richard Palmer hat hónappal az album megjelenése után hirtelen kilépett az együttesből, Robert Millar pedig ideg-összeroppanásban szenvedett. A következő albumhoz, Frank Farrell (basszusgitár; született 1947-ben Warwickshire-ben, Birminghamben ), Kevin Currie (ütős hangszerek) (született Lancashire-ban, Liverpoolban) és Dave Winthrop (fuvola és szaxofon) (született 1948. november 27, USA, New Jersey) helyettesítette Millar-t és Palmer-t, Roger Hodgson pedig átváltott gitárra és ebben a felállásban vették fel az új albumot. Az új album a Indelibly Stamped, 1971 júniusában jelent meg. Az album tulajdonságai közé tartozott a The Beatles-re hasonlító zene, a kereskedelmi megközelítés, a figyelemfelkeltő borító. Ezzel a Supertramp-nek sikerült egy kultikus együttessé válnia. Az eladásokon azonban nem sikerült javítaniuk, így a holland Miesegaes megvonta pénzügyi támogatását a együttestől, adósságaik kifizetése után. Végül Hodgson és Davies kivételével az összes tag fokozatosan kilépett.

## Kezdődő siker és pénzügyi áttörés
Davies és Hodgson a folytatás mellett döntöttek és 1972 végén intenzíven keresésbe kezdtek, hogy pótolják a kilépő zenészeket.

## Albumok
| Borító | Kiadás dátuma    | Cím                          |
| ------ | ---------------- | ---------------------------- |
|        | 1970. július     | Supertramp                   |
|        | 1971. június     | Indelibly Stamped            |
|        | 1974. szeptember | Crime of the Century         |
|        | 1975. november   | Crisis? What Crisis?         |
|        | 1977. április    | Even in the Quietest Moments |
|        | 1979. március    | Breakfast in America         |
|        | 1982. október    | …Famous Last Words…          |
|        | 1985. május      | Brother Where You Bound      |
|        | 1987. október    | Free as a Bird               |
|        | 1997. június     | Some Things Never Change     |
|        | 2002. április    | Slow Motion                  |